# 三十里铺墓地
三十里铺墓地，位于中国青海省平安县小峡乡三十里铺村，为第四批青海省文物保护单位，公布日期为1986年5月27日，类型为古墓葬。
三十里铺墓地的历史年代为卡约文化。